# 辰己昌良
辰己 昌良（たつみ　まさよし、1960年5月 – ）は、日本の防衛官僚。
特定非営利活動法人つながろうJAPAN副理事長、十津川村防災政策顧問を務める。

## 人物
奈良県出身。奈良女子大学文学部付属高等学校を経て、東京大学経済学部卒業。

## 略歴
出典:
- 1984年 防衛庁入庁　装備局管理課
- 1997年 防衛施設庁総務部総務課企画官
- 1998年 長官官房企画官
- 2000年 仙台防衛施設局施設部長
- 2002年 長官官房文書課法令審査官
- 2004年 長官官房広報課長
- 2006年 防衛施設庁施設部施設企画課長
- 2007年 地方協力局地方協力企画課長
- 2008年 運用企画局事態対処課長
- 2010年 中国四国防衛局長
- 2012年 大臣官房報道官
- 2014年 大臣官房審議官
- 2016年 統合幕僚監部総括官
- 2017年 7月：南スーダンPKOの陸上自衛隊日報の非公表に関わったとして停職2日の懲戒処分[6]。同日大臣官房付・8月 大臣官房審議官
- 2019年 大臣官房政策立案総括審議官（併）整備計画局付（併）地方協力局付
- 2020年 退官
- 2022年 特定非営利活動法人つながろうJAPAN副理事長
- 2023年 十津川村防災政策顧問